# Air Sylhet
Air Sylhet bezeichnet die ehemalige britische Fluggesellschaft Air Sylhet PLC und deren österreichische Tochtergesellschaft Air Sylhet AG. Der Name leitet sich von der Region Sylhet in Bangladesch ab, aus der ein Teil der Gründer stammt.

## Streckennetz
Basis der Air Sylhet war der Flughafen Wien, der sich nach Angaben von Air Sylhet als Drehkreuz für Flüge zwischen Europa, dem Nahen Osten und Asien eignete.
Air Sylhet plante ab Dezember 2008 Flüge nach London-Stansted, Manchester und Dubai. Im April 2009 wurde eine Verbindung von Birmingham über Wien nach Amritsar in Indien aufgenommen. Es traten jedoch Unregelmäßigkeiten bei dieser neuen Verbindung auf und die Strecke wurde wieder eingestellt.

## Flotte
Air Sylhet setzte zunächst einen von SmartLynx geleasten Airbus A320-200 mit 180 Sitzen ein. Für die Strecke Birmingham–Wien–Amritsar wurde kurzzeitig eine von Gadair geleaste Boeing 757-200 eingesetzt. Diese wurde mittlerweile an FedEx verkauft.